# Гайнц Штрюнінг
Гайнц Штрюнінг (нім. Heinz Strüning; 13 січня 1912, Нефігес — 24 грудня 1944, Бергіш-Гладбах) — німецький льотчик-ас нічної винищувальної авіації, гауптман люфтваффе. Кавалер Лицарського хреста Залізного хреста з дубовим листям.

## Біографія
В 1935 році вступив в люфтваффе. Після закінчення льотної школи 2 серпня 1939 року зарахований в 26-у важку винищувальну ескадру. Незабаром переведений у важку винищувальну ескадрилью 30-ї бомбардувальної ескадри і, нарешті, в 1-у ескадрилью 2-ї ескадри нічних винищувачів. Учасник битви за Британію. Свою першу перемогу здобув у ніч на 24 листопада 1940 року, збивши британський «Веллінгтон». До кінця 1941 року на його рахунку були 9 нічних перемог. 1 листопада 1941 року переведений в 7-у (з 1 жовтня — 4-у) ескадрилью 2-ї ескадри нічних винищувачів. З жовтня 1942 року — інструктор 8-ї ескадрильї 1-го училища нічної винищувальної авіації. В листопаді 1942 року повернувся в свою ескадрильї, яка в цей час дислокувалася на Сицилії. В ніч на 25 червня 1944 року збив 3 «Ланкастери» (33-35-та перемоги). З 15 серпня 1943 року — командир 3-ї ескадрильї 1-ї ескадри нічних винищувачів. 31 серпня 1943 року здобув свою 40-ву перемогу. 24 грудня 1944 року його літак (Bf.110G-4) був збитий англійським нічним винищувачем і Штрюнінг загинув.
Всього за час бойових дій здійснив 280 бойових вильотів і здобув 56 нічних перемог.

## Звання
- Фельдфебель (1 серпня 1940)
- Оберфельдфебель (1 липня 1941)
- Лейтенант (16 вересня 1942)
- Оберлейтенант (1 серпня 1943)
- Гауптман (1 квітня 1944)

## Нагороди
- Нагрудний знак пілота ( серпень 1937)
- Медаль «За вислугу років у Вермахті» 4-го класу (4 роки)
- Медаль «У пам'ять 1 жовтня 1938 року»
- Залізний хрест
  - 2-го класу (15 липня 1940)
  - 1-го класу (25 листопада 1940)
- Нарвікський щит (30 січня 1941)
- Почесний Кубок Люфтваффе (12 червня 1941)
- Авіаційна планка штурмовика в золоті (25 листопада 1941)
- Авіаційна планка нічного винищувача в золоті з підвіскою (31 травня 1944)
- Відзначений у Вермахтберіхт (2 червня 1942)
- Німецький хрест в золоті (10 липня 1942)
- Лицарський хрест Залізного хреста з дубовим листям
  - лицарський хрест (29 жовтня 1942) — за 23 нічні перемоги.
  - дубове листя (№528; 20 липня 1944) — за 50 нічних перемог.
- Нагрудний знак «За поранення» в чорному (10 вересня 1943)